# Ахметов, Октай Ахметович

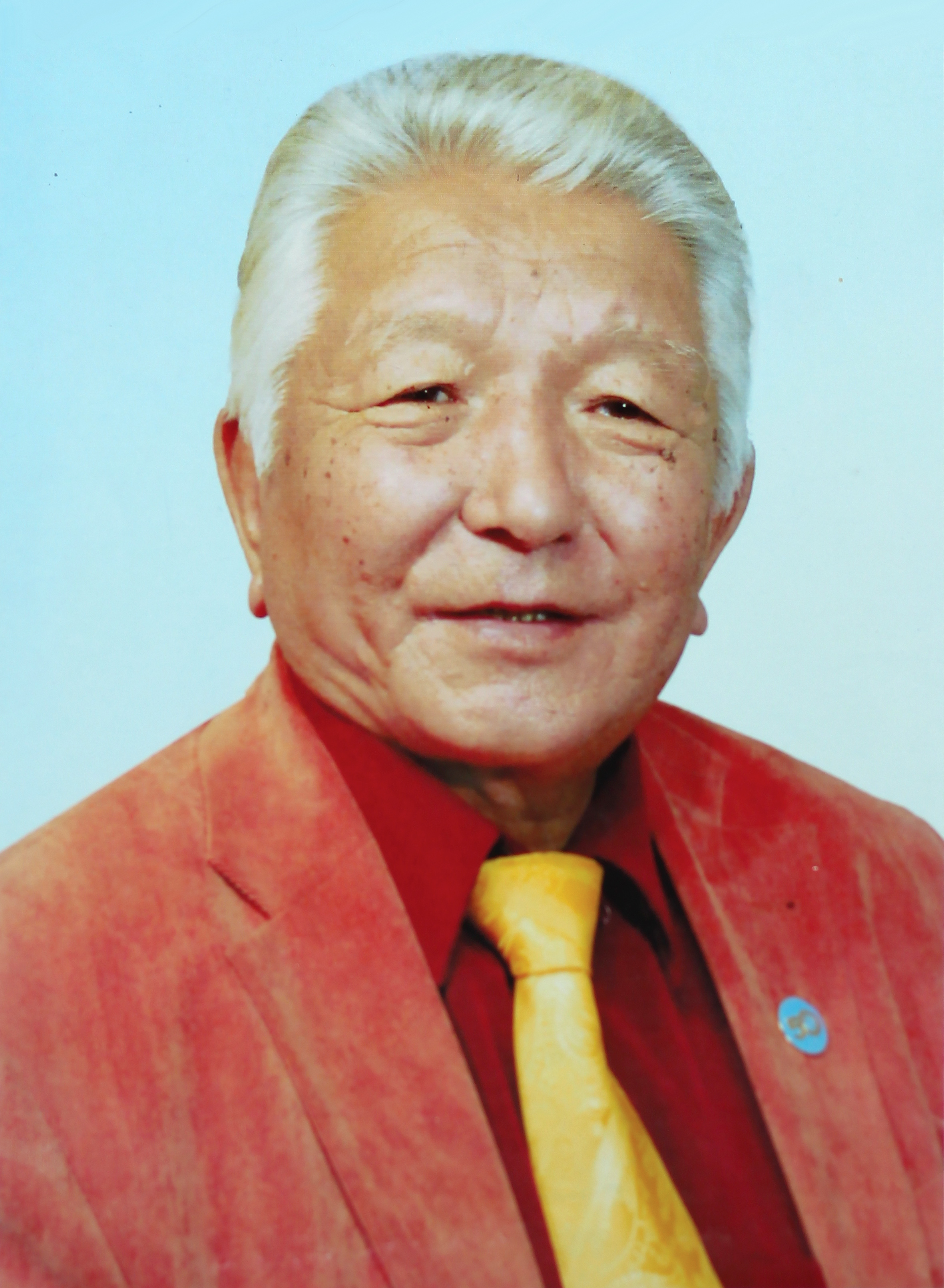
Октай Ахметов

Ахме́тов Окта́й Ахме́тович (каз. Өкітай Ахметұлы Ахметов; 1 октября 1938 года, село Баршатас, Семипалатинская область, Казахская ССР - 25 июня 2020 года, город Талдыкорган, Алматинской области Республика Казахстан) — казахстанский поэт, публицист, краевед.

## Биография
В 1956—1961 годах обучается в Казахский национальный аграрный университет. В 1961 году по распределению переезжает в Сарканский район (Алматинская область). С 1961 по 1962 годы — главный зоотехник совхоза «Пограничник». 1962—1963 годы — старший специалист отдела животноводства в Сарканском региональном управлении сельского хозяйства. 1963—1967 годы — главный животновод в совхозе «Красный Октябрь». 1967—1979 годы — директор совхоза «Аманбоктер». 1979—1984 годы — председатель Сарканского районного исполкома КП КазССР. 1984—1991 гг. — директор совхоза «Новый мир» в Каратальском районе Алматинской области. 1991—1993 годы — начальник отдела Научно-исследовательского института сельского хозяйства Талдыкорганского района. Член Союза журналистов Республики Казахстан. Творческую деятельность начал в 1990 году.

## Произведения и сборники
- «Өмір өрнектері»;
- «Заңгар»;
- «Уәйіс»[1];
- «Мухамеджан Тынышпаев»[2][3];
- «Базарбай Маметов»[4][5];
- «Алшын Төребай»;
- «Жаназар»;
- «Тында тарих»;
- «Еркегали Рахмадиев»;
- «Албан Кульмамбет»;
- «Святослав Земцов»;
- «Даганды-Саркан-Каратал»;
- «Шұбартүбектің шынары»;
- «Жумабай Шаяхметов»;
- «Ұлт қайрағы. Ер қайрағы»

## Награды
- 1970 — Орден Трудового Красного Знамени

## Почетный гражданин
- Почетный гражданин Сарканского района Алматинской области[6][7].